# Distretto di Debila
Il distretto di Debila è un distretto della provincia di El Oued, in Algeria.

## Comuni
Il distretto di Debila comprende 2 comuni:
- Debila
- Hassani Abdelkrim